# كلير برغر
كلير برغر (بالفرنسية: Claire Burger)‏ هي مونتيرة وكاتبة سيناريو ومخرجة فرنسية، ولدت في 1978 في فورباخ في فرنسا.

## وصلات خارجية
- كلير برغر على موقع IMDb (الإنجليزية)
- كلير برغر على موقع روتن توميتوز (الإنجليزية)
- كلير برغر على موقع ألو سيني (الفرنسية)
- كلير برغر على موقع ميوزك برينز (الإنجليزية)
- كلير برغر على موقع أول موفي (الإنجليزية)
- كلير برغر على موقع قاعدة بيانات الفيلم (الإنجليزية)
- كلير برغر على موقع كينوبويسك (الروسية)